# Wiskott-Aldrich-Syndrom-Faktor 1
Das erste Mitglied der Wiskott-Aldrich-Syndrom-Proteinfamilie, verkürzt erstes Mitglied der WASP-Proteine, oder auch Protein WAVE1 genannt, ist ein Regulatorprotein, das vom Gen WASF1 codiert wird. Es spielt zusammen mit anderen Mitgliedern der WASP/WAVE-Proteine eine wichtige Rolle bei der Regulation des Aktinzytoskletts, indem vor allem der Arp 2/3-Komplex reguliert wird.